# Woodstock (Ontario)
Woodstock ist eine Stadt mit 40.902 Einwohnern im Süd-Westen der kanadischen Provinz Ontario. 2011 betrug die Einwohnerzahl 37.754. Sie liegt etwa 140 km südwestlich von Toronto, 45 km östlich von London (Ontario) und 70 km nördlich des Eriesees. Die Stadt Woodstock ist das Zentrum des von Agrarwirtschaft geprägten Landkreises Oxford County und gleichzeitig dessen Verwaltungssitz.
Der Hauptverkehrsweg von Toronto zu den Grenzübergängen in die USA zwischen Windsor und Detroit, die Autobahn (Highway) 401 erschließt Woodstock mit vier Ausfahrten im Süden. Hier zweigt auch der Highway 403 nach Osten ab, eine alternative Autobahn in Richtung des Großraums Toronto mit Abzweigung in Hamilton zu den Grenzübergängen über den Niagara River.
Woodstock ist weiträumig umgeben von landwirtschaftlich genutzten Flächen, hauptsächlich Ackerland. Die ehemals im Umland vorherrschende Milchwirtschaft führte zu der Bezeichnung Hauptstadt der kanadischen Milchwirtschaft (Dairy Capital of Canada). Mittlerweile ist Woodstock geprägt durch Leichtindustrie und Dienstleistung und nennt sich The Friendly City.

## Geschichte
Die ersten Ansiedlungen sind um 1800 feststellbar. 50 Jahre später waren etwa 1000 Einwohner vorhanden und um 1900 hatte Woodstock bereits 9000 Einwohner. Im alten Stadtkern mit rechtwinkligem Straßennetz sind noch bemerkenswerte Reste Viktorianischer Architektur vorhanden, unter anderem das Marktgebäude, Gerichtsgebäude, Rathaus und ehemaliges Gefängnis, sowie einige Straßenzüge mit großzügigen, teils parkartigen Bürgerhäusern der damaligen Zeit. Seit der Gründung wird Woodstock auf ganzer Länge von einer breiten und schnurgeraden Hauptstraße, der Dundas Street, durchzogen. Mittlerweile hat sich der ehemals dort vorhandene Schwerpunkt des kommerziellen Lebens fast vollständig in neuentwickelte Gebiete am Stadtrand verschoben. Übriggeblieben sind noch einige Banken, Behörden, Restaurants und kleinere Läden.
Das 1853 errichtete und heute noch erhaltene Alte Rathaus gilt inzwischen als von historischem Wert und wurde 1955 zur National Historic Site of Canada erklärt.

## Wirtschaft
Größter Arbeitgeber in Woodstock ist der Autohersteller Toyota mit einer großen Montagefabrik für den nordamerikanischen Markt. Toyota beschäftigt in dieser Anlage etwa 2400 Personen. Weitere gewerbliche Ansiedlungen sind Automobilzulieferer, Transportunternehmen, Distributionszentren (u. a. das Hauptersatzteillager für Kanada von General Motors) sowie diverse Unternehmen der Leichtindustrie und Bauwirtschaft. Die großflächig angelegten Gewerbegebiete liegen größtenteils beidseitig der Autobahn und an der am östlichen Stadtrand einmünden Dundas Street.
Im weiten Umland wird intensiver Ackerbau betrieben. Vorherrschend sind Großbetriebe, die vornehmlich Mais und diverse Bohnensorten anbauen. Dazwischen liegen vereinzelt Milchvieh, Schweine oder Geflügel haltende Betriebe. Von der ehemaligen Dominanz dieses Wirtschaftszweigs auf die Stadt sind bis auf eine Futtermühle an der Bahnstrecke kaum mehr Spuren vorhanden. Unmittelbar am nordwestlichen Stadtrand von Woodstock findet jährlich im September eine große Landwirtschaftsausstellung statt, die Canada Outdoor Farm Show.

## Parks und Erholung
Am nördlichen Stadtrand wurde zur Hochwasserregulierung des Thames River ein etwa 500 m breiter und 5 km langer Stausee errichtet, das Pittock Reservoir. Die zum Baden geeigneten Uferteile sind eingezäunt und gegen Eintrittsgeld zugänglich. Bei sommerlicher Wasserknappheit kann das Wasser verschmutzt sein und wird dann für den Badebetrieb gesperrt. Der Abfluss dieses Stausees windet sich am westlichen Stadtrand durch einen nur noch selten anzutreffenden Auwald, welcher als Park frei zugänglich ist, an dem sich allerdings auch die kommunale Kläranlage befindet.
Der Southside Park ist das größte innerstädtische Freigelände mit großem Ententeich, Freizeit- und Picknickgelände. Ebenfalls Im Süden liegt ein Veranstaltungszentrum mit mehreren Hallen, der Woodstock District Community Complex. Am Stadtrand und im näheren Umland sind – für diese Region üblich – mehrere Golfplätze vorhanden. An der Ausfallstraße nach Norden, am Highway 59, liegt ein Sportgelände mit Fußballfeldern und Gebäudekomplex, welches vom Woodstock Soccer Club betrieben wird.

## Klima
Das kontinentale Klima ist gekennzeichnet durch schneereiche Winter mit langer Frostperiode und relativ warme, teils schwüle Sommermonate, so dass Klimaanlagen in Gebäuden Standard sind. Da das umliegende Agrarland größtenteils drainiert ist, kann es bei Starkregen zu schlagartigen Überschwemmungen kommen. Im Sommer können auch längere Dürreperioden auftreten. Das Klima, im Zusammenhang mit den Bodenverhältnissen begünstigt das Auftreten von Mücken, so dass Fenster in Wohnhäusern grundsätzlich mit Mückengittern ausgestattet sind. Die Temperaturunterschiede zu den im Sommer relativ kühlen Großen Seen führen häufig tagsüber zu einem stetigen Wind und zur Windstille in den späten Nachmittagsstunden.
|                        | Jan   | Feb  | Mär  | Apr  | Mai  | Jun  | Jul  | Aug  | Sep  | Okt  | Nov  | Dez  |   |      |
| Mittl. Temperatur (°C) | −6,3  | −5,4 | −0,3 | 6,4  | 13,2 | 18,2 | 20,4 | 19,6 | 15,4 | 9,1  | 3,1  | −3,0 | ⌀ | 7,6  |
| Mittl. Tagesmax. (°C)  | −2,3  | −1,1 | 4,2  | 11,6 | 19,2 | 24,1 | 26,4 | 25,3 | 20,9 | 14,1 | 6,8  | 0,5  | ⌀ | 12,5 |
| Mittl. Tagesmin. (°C)  | −10,2 | −9,6 | −4,8 | 1,1  | 7,1  | 12,2 | 14,5 | 13,7 | 9,8  | 4,1  | −0,7 | −6,5 | ⌀ | 2,6  |
|                        |       |      |      |      |      |      |      |      |      |      |      |      |   |      |
| Niederschlag (mm)      | 64,3  | 53,7 | 71,9 | 80,3 | 80,5 | 84,3 | 95,5 | 91,5 | 93,9 | 73,9 | 85,6 | 78,6 | Σ | 954  |

| −10,2 |

| −9,6 |

| −4,8 |

| 1,1 |

| 7,1 |

| 12,2 |

| 14,5 |

| 13,7 |

| 9,8 |

| 4,1 |

| −0,7 |

| −6,5 |

| −10,2 |

| −9,6 |

| −4,8 |

| 1,1 |

| 7,1 |

| 12,2 |

| 14,5 |

| 13,7 |

| 9,8 |

| 4,1 |

| −0,7 |

| −6,5 |

## Öffentliche Einrichtungen und Verkehr
Als lokales Zentrum sind eine Vielzahl öffentlicher Schulen, Kirchen und Behörden vorhanden. Im Süden der Stadt, nahe der Autobahn, wurde 2011 ein Krankenhaus eröffnet, welches einen Bevölkerungskreis von etwa 55.000 Personen abdecken kann.
Ein städtisches Busnetz dient als öffentliches Nahverkehrssystem innerhalb der Stadt. Nicht vorhanden sind Radfahrwege. Generell ist das Radfahren – außer zu Sportzwecken – unüblich. Weiterhin gibt es eine Bahnstation der VIA Rail Canada auf der Strecke Toronto-Windsor, die jedoch nur wenige Verbindungen pro Tag bietet. Der öffentliche Fernverkehr, insbesondere zum 125 km entfernten Flughafen Toronto-Pearson wird praktisch nur über private Buslinien abgedeckt.

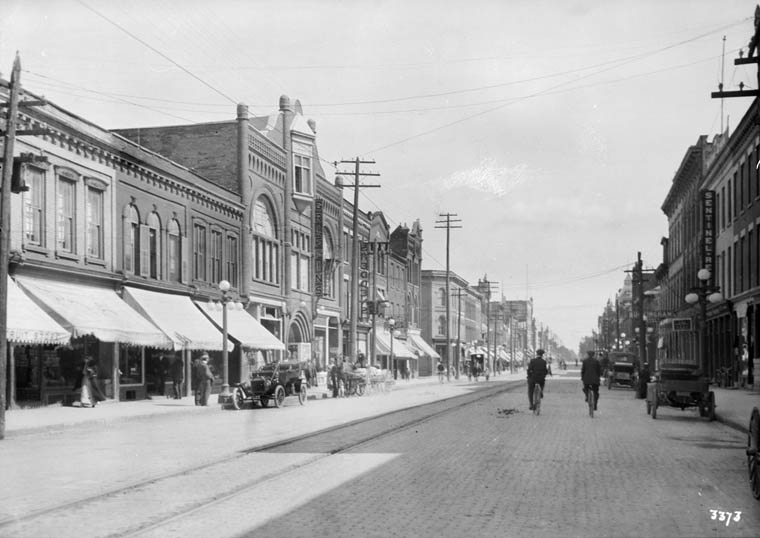
Dundas Street um 1913
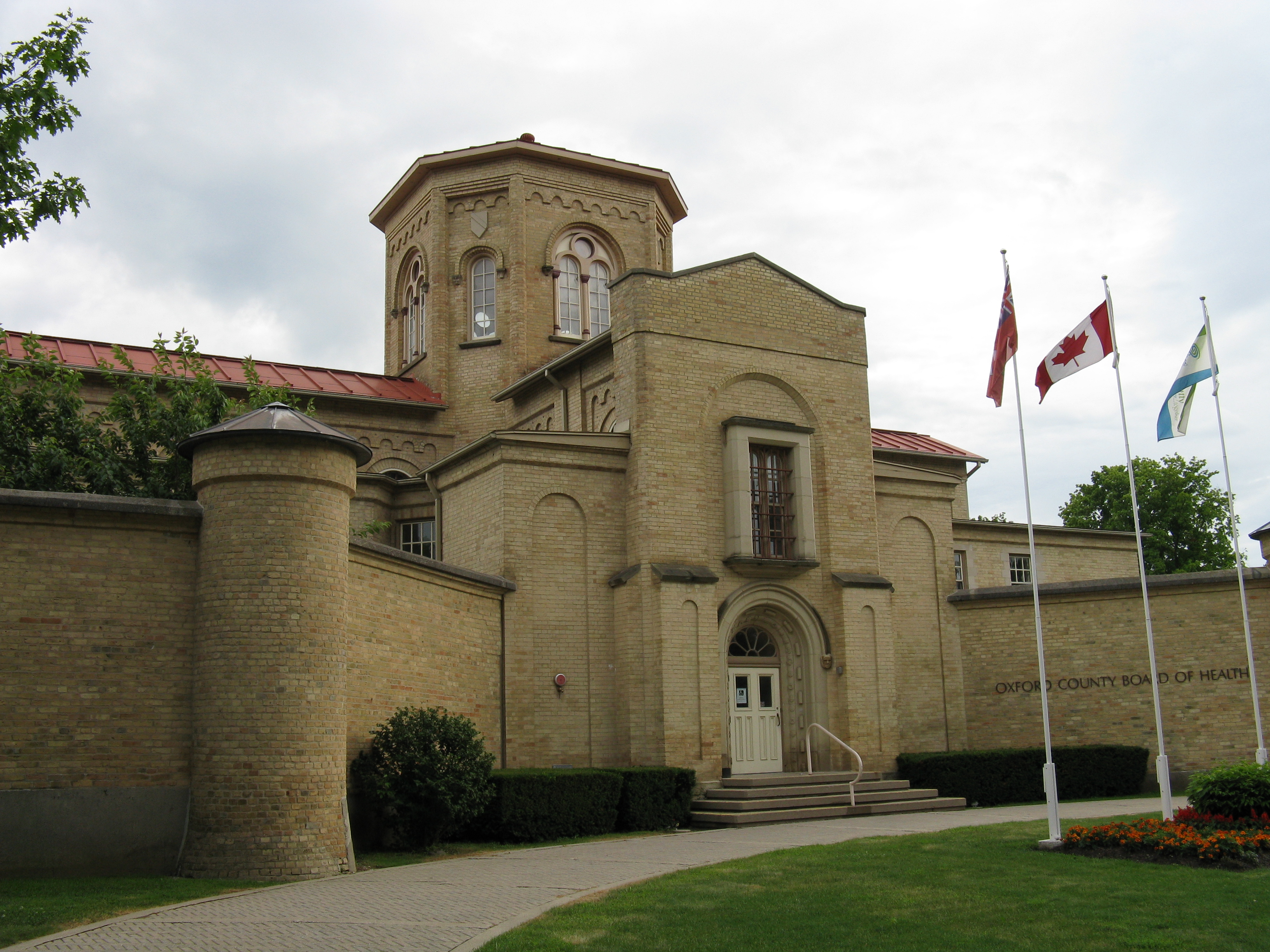
Ehemaliges Gefängnis, jetzt Gesundheitsamt
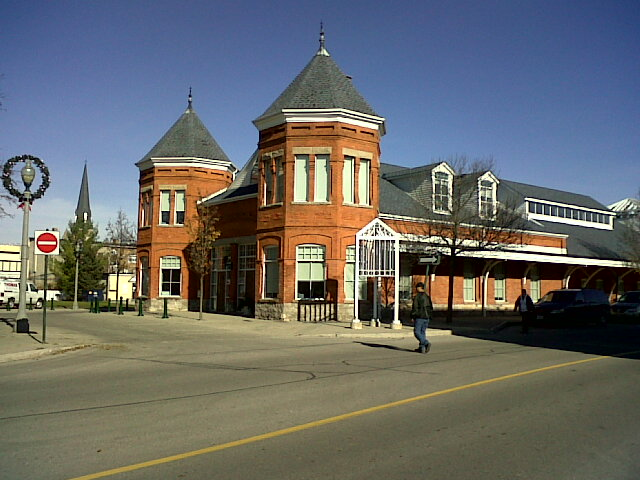
Markthalle errichtet 1900
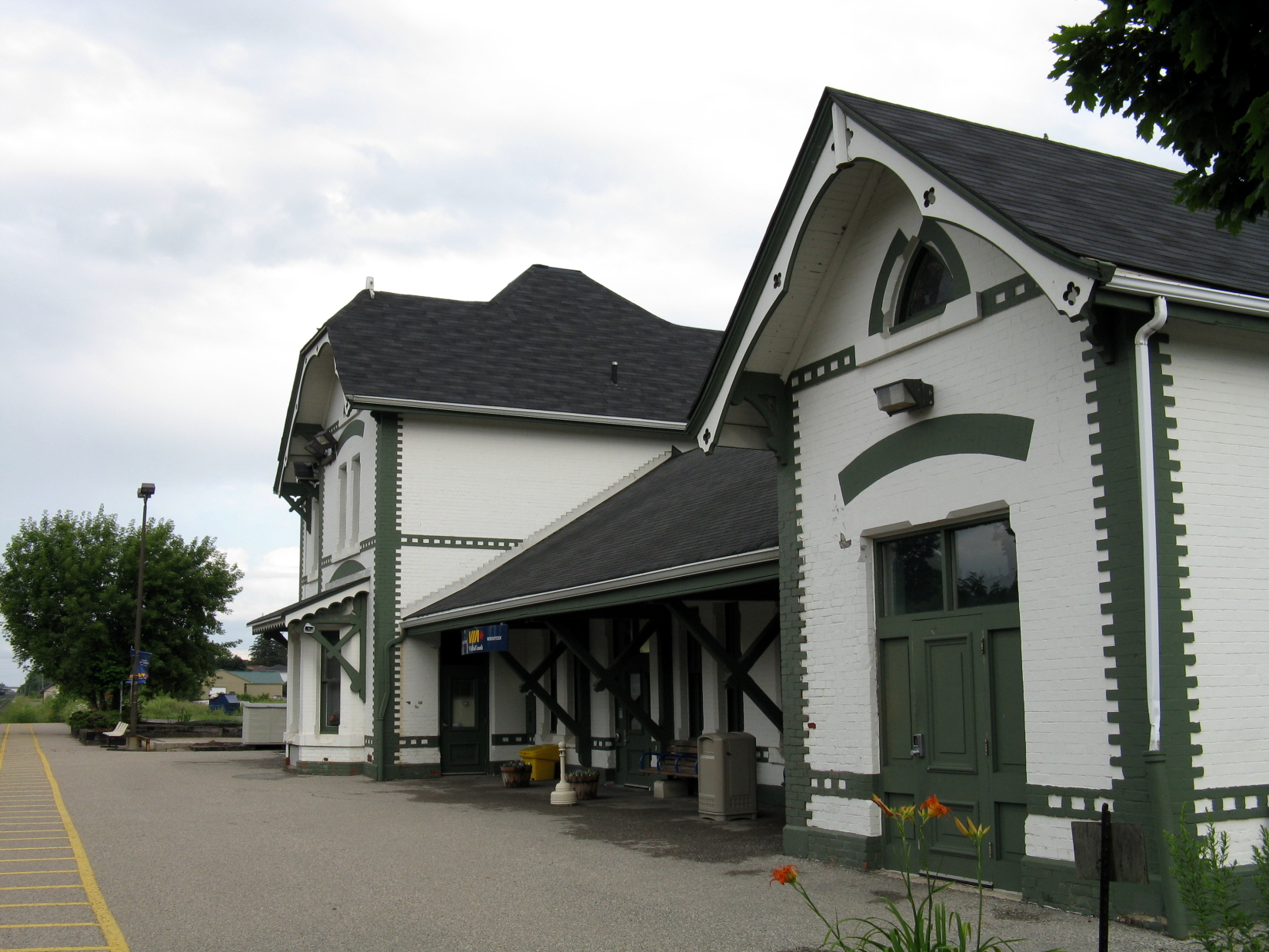
Bahnhof
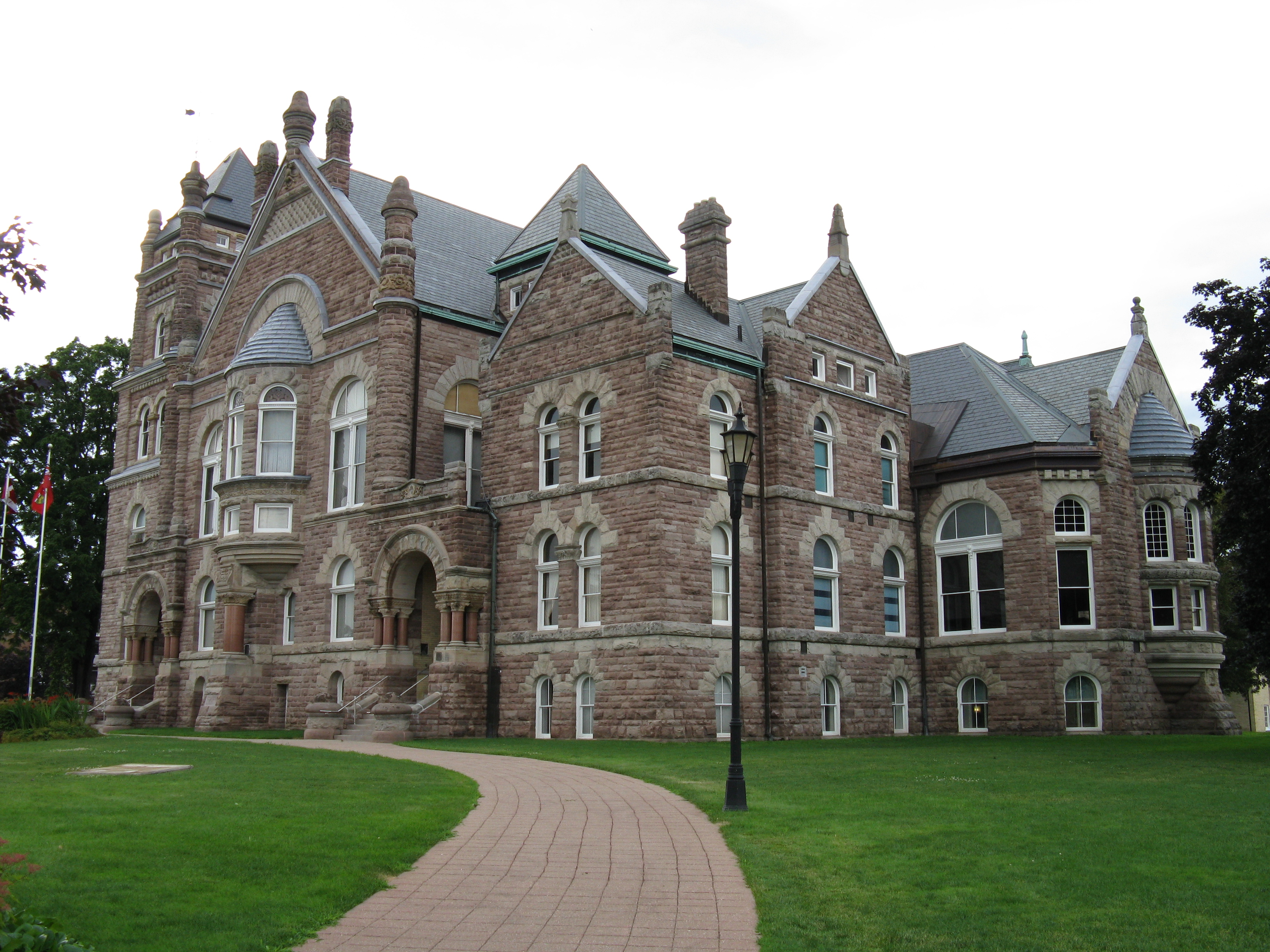
Gericht errichtet 1892

## Söhne und Töchter der Stadt
- Harold Fraser (1872–1945), US-amerikanischer Golfspieler
- Garth Turner (* 1949), Politiker
- Angela Schmidt-Foster (* 1960), Skilangläuferin
- Andrea Roth (* 1967), Schauspielerin
- Kate Drummond (* 1975), Schauspielerin, Filmproduzentin, Synchronsprecherin und Lehrerin

## Entfernungen zu anderen Orten
| Stratford (40 km), Grand Bend am Huronsee (100 km)  | Owen Sound (180 km) an der Georgian Bay (Huronsee)   | Kitchener (50 km), Flughafen Toronto (125 km), Toronto (140 km)                 |
| London (45 km), Sarnia – Grenzübergang USA (155 km) | Kompassrose, die auf Nachbargemeinden zeigt          | Brantford (40 km), Hamilton (80 km), Niagara Falls – Grenzübergang USA (150 km) |
| Windsor – Grenzübergang USA (235 km)                | Tillsonburg (40 km), Port Burwell am Eriesee (70 km) | Simcoe (60 km), Port Dover am Eriesee (75 km)                                   |